# Xã Hanover, Quận Lake, Indiana
Xã Hanover (tiếng Anh: Hanover Township) là một xã thuộc quận Lake, tiểu bang Indiana, Hoa Kỳ. Năm 2010, dân số của xã này là 12.443 người.